# Emma Bovary
Emma Bovary je glavni lik djela Gospođa Bovary pisca Gustava Flauberta
Emma Bovary umire kao provincijalka i kao preljubnica. Ipak, simbolizira čovjeka koji ne prihvaća svoju sudbinu (za razliku od Charlesa), čovjeka koji se bori za ostvarenje svojih snova i ideala. Ona tvrdoglavo brani svoj san, svoje iluzije, svoju zamisao o sreći i zadovoljstvu u životu. Emma je simbol slomljenog čovjeka pod teretom vlastitih htijenja i ambicija; predstavlja određenu topologiju ljudskog postojanja poput Don Quijotea, Hamleta ili Fausta. Ona je sanjarski dio čovječanstva i reprezentira tragični završetak takvih težnji. Neki će reći da ljudi koji žele ostvariti svoj san i po cijenu vlastitog života zaslužuju poštovanje, a ne osudu i podsmijeh. 
Istovremeno, ona je odraz jednog vremena i jedne društvene pojave koju objedinjuje pojam bovarizam – nemoćna čežnja pojedinca k visinama, neostvarivim ambicijama, bijeg iz svakodnevne dosade; Flaubertova težnja da izliječi sebe i čovječanstvo od snova, naivnosti, vlastitih zakona i iluzija, težnja da razbije ljudsku potrebu za sebičnim (možda!) samoostvarenjem, osobito na štetu drugih. Iz toga proizlazi njegov samootkrivajući usklik: 'Madame Bovary, to sam ja!' 
Dakle, Emma Bovary simbol je i ljudske osrednjosti i ograničenosti, nemogućnosti ostvarenja sebe i svojih vizija o sebi i svijetu u kojem čovjek ostvaruje svoje postojanje.